# Joey Sternaman
Joseph Theodore „Joey“ Sternaman (* 1. Februar 1900 in Springfield, Illinois; † 10. Mai 1988 in Oak Park, Illinois) war ein US-amerikanischer American-Football-Spieler und -Trainer. Er spielte als Blockingback und Quarterback unter anderem für die Chicago Bears und Duluth Kelleys in der National Football League (NFL).

## Jugend
Der in Springfield als jüngerer Bruder von Dutch Sternaman geborene Joey wuchs in ärmlichen Verhältnissen auf. In der High School spielte er American Football. Daneben spielte er Tennis und nahm an Radrennen teil. Um seinen Lebensunterhalt zu bestreiten, verdiente er sich neben der Schule Geld als Zeitungsausträger.

## Spielerlaufbahn
Joey Sternaman spielte American Football an der University of Illinois. Da er entgegen den Regeln im College Football gegen Bezahlung an einem Profispiel teilgenommen hatte (er erzielte alle neun Punkte beim 9:0-Sieg seiner Mannschaft), wurde er von seinem College exmatrikuliert. Die Teilnahme an Profispielen war für Collegefootballspieler ein schwerer Regelbruch, obwohl die aus bescheidenen Verhältnissen stammenden Spieler oftmals auf diesen Verdienst angewiesen waren. Sie spielten daher häufig unter falschem Namen. So war auch Hunk Anderson, ein späteres Mitglied in der Pro Football Hall of Fame ein Teilnehmer des Spiels.

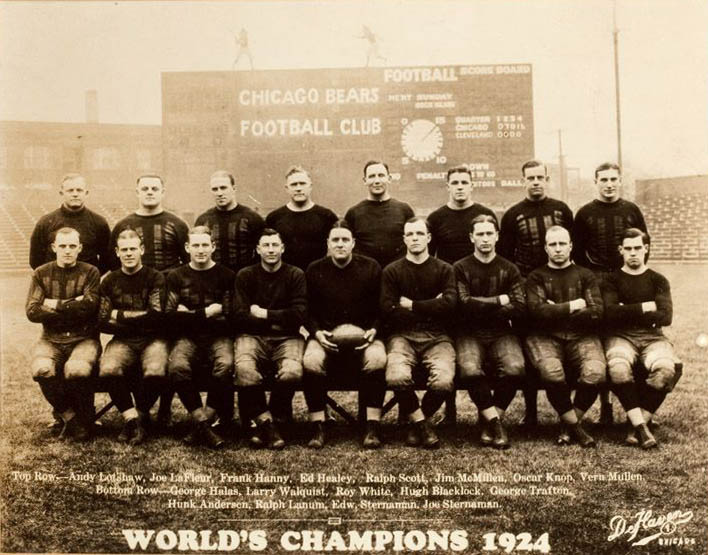
Chicago Bears, 1924

Sternaman und Hunk Anderson heuerten 1922 bei den Chicago Bears an, die von George Halas trainiert wurden. Bereits seit 1920 spielte sein Bruder Dutch bei den Bears. Dutch war auch einer der Teambesitzer der Mannschaft aus Chicago. Wie in der damaligen Zeit üblich kam Sternaman sowohl in der Offense, als auch in der Defense zum Einsatz. Sternaman erhielt pro Spiel ein Einkommen von 150 US-Dollar. Im Jahr 1923 wurde Sternaman als Spielertrainer von den Duluth Kelleys verpflichtet. Da die Saison der Kelleys frühzeitig endete, kehrte er allerdings noch im selben Jahr zu den Bears zurück und beendete dort die Saison. Im Jahr 1925 verpflichteten die Bears Red Grange, der ein Jahr später das Team wieder verließ, um die American Football League (AFL) ins Leben zu rufen. Sternaman gründete die Chicago Bulls, die sich dieser Liga anschlossen. Bei den Bulls war er 1926 sowohl als Spieler, wie auch als Trainer tätig. Das Team stellte nach der Saison 1926 den Spielbetrieb ein und Sternaman wechselte erneut zu den Bears und beendete dort nach der Saison 1930 seine Laufbahn.

## Nach der Laufbahn
Joseph Sternaman arbeitete nach seiner Karriere in der Stahlindustrie und gründete die Sternaman Cast Iron Smoke Pipe Company. Er starb im Jahr 1988 in Oak Park und ist auf dem Forest Home Cemetar in Forest Park, Illinois, beerdigt.

## Ehrungen
Joey Sternaman wurde dreimal zum All-Pro gewählt. Er wurde 1991 posthum in die Springfield Sports Hall of Fame aufgenommen.